# Fabio Jakobsen
Fabio Jakobsen (* 31. srpna 1996) je nizozemský profesionální silniční cyklista jezdící za UCI WorldTeam Team dsm–firmenich PostNL.

## Kariéra
Jakobsen svou profesionální kariéru zahájil v roce 2018 v belgickém UCI WorldTeamu Quick-Step Floors. Hned v první sezóně s týmem ukázal svůj potenciál, když zvítězil na jednorázových závodech Scheldeprijs a Nokere Koerse a v etapách závodů jako Tour of Guangxi či BinckBank Tour.
V závěrečném sprintu úvodní etapy závodu Tour de Pologne 2020 Jakobsen utrpěl vážnou nehodu poté, co Dylan Groenewegen vyjel ze své linie a natlačil Jakobsena do bariér. Doktor závodu oznámil, že Jakobsen utrpěl několik vážných zranění, včetně zranění mozku, poškození horních dýchacích cest, horního patra a masivní ztráty krve. Dostal se tak do stavu ohrožení života. Dva dny po nehodě byl Jakobsen probuzen z umělého spánku a bylo potvrzeno, že nemá žádné významné neurologické problémy. Jeho tým však oznámil, že ho čeká "dlouhé a náročné" zotavení. 18. srpna téhož roku Jakobsen řekl, že je "rád, že je naživu" po takové nehodě.
Jakobsen se zúčastnil Vuelty a España 2021, kde stejně jako o 2 roky dříve vyhrál 2 etapy, konkrétně čtvrtou a osmou. Také se dostal do boje o vedení v bodovací soutěži, o něž se v prvních dnech přetahoval s Jasperem Philipsenem. Do zeleného trikotu určeného pro lídra této klasifikace se oblékl po osmé etapě. Philipsen ze závodu odstoupil o pár etap později a novými rivaly se stali klasikář Magnus Cort Nielsen a kandidát na celkové vítězství Primož Roglič. Po několika horských a zvlněných etapách se závod vrátil na rovinu v šestnácté etapě, kterou Jakobsen vyhrál. S pomocí svých týmových kolegů překonal následující horské etapy v časovém limitu a dojel si pro triumf v bodovací soutěži.

V první polovině sezóny 2022 vyhrál Jakobsen klasiku Kuurne–Brusel–Kuurne a etapy na závodech Volta a la Comunitat Valenciana, Volta ao Algarve, Paříž–Nice, Tour de Hongrie a Kolem Belgie. Při svém debutu na Tour de France téhož roku vyhrál druhou etapu. V sedmnácté etapě s vrcholovým dojezdem na Peyragudes byl Jakobsen posledním závodníkem na trati a bojoval o to, aby dojel do cíle v časovém limitu, kde na něj čekali všichni jeho týmoví kolegové. Nakonec cílovou pásku proťal 15 sekund před limitem, ale v cílovém prostoru následně zkolaboval u bariér. Další etapy však bez problémů dokončil a dokončil tak svou první Tour de France v kariéře.

## Hlavní výsledky
2016
Národní šampionát
 vítěz silničního závodu do 23 let
vítěz Slag om Norg
ZLM Tour
vítěz 2. etapy
2017
Národní šampionát
 vítěz silničního závodu do 23 let
vítěz Eschborn–Frankfurt City Loop U23
vítěz Ronde van Noord–Holland
Olympia's Tour
vítěz etap 3 a 4
Tour de l'Avenir
vítěz 2. etapy
Tour de Normandie
vítěz 2. etapy
Tour Alsace
vítěz 4. etapy
2. místo Dorpenomloop Rucphen
4. místo Arno Wallaard Memorial
5. místo Slag om Norg
Mistrovství Evropy
6. místo silniční závod do 23 let
8. místo Zuid Oost Drenthe Classic
2018
vítěz Scheldeprijs
vítěz Nokere Koerse
Tour of Guangxi
 vítěz bodovací soutěže
vítěz etap 3 a 6
BinckBank Tour
vítěz 1. etapy
Tour des Fjords
vítěz 1. etapy
Okolo Slovenska
vítěz 4. etapy
2. místo Halle–Ingooigem
4. místo Dwars door West–Vlaanderen
6. místo Great War Remembrance Race
10. místo Bretagne Classic
2019
Národní šampionát
 vítěz silničního závodu
vítěz Scheldeprijs
Vuelta a España
vítěz etap 4 a 21
Volta ao Algarve
vítěz 1. etapy
Kolem Turecka
vítěz 3. etapy
Tour of California
vítěz 4. etapy
2. místo Elfstedenronde
2020
vítěz Grote Prijs Jean-Pierre Monseré
Volta ao Algarve
 vítěz bodovací soutěže
vítěz 1. etapy
Tour de Pologne
vítěz 1. etapy
Volta a la Comunitat Valenciana
vítěz 5. etapy
4. místo Kuurne–Brusel–Kuurne
2021
vítěz Eurométropole Tour
vítěz Gooikse Pijl
Vuelta a España
 vítěz bodovací soutěže
vítěz etap 4, 8 a 16
Tour de Wallonie
vítěz etap 2 a 5
2022
Mistrovství Evropy
 vítěz silničního závodu
vítěz Kuurne–Brusel–Kuurne
vítěz Elfstedenronde
vítěz Kampioenschap van Vlaanderen
Volta a la Comunitat Valenciana
 vítěz bodovací soutěže
vítěz etap 2 a 5
Volta ao Algarve
 vítěz bodovací soutěže
vítěz etap 1 a 3
Tour de Hongrie
 vítěz bodovací soutěže
vítěz etap 2 a 3
Tour de France
vítěz 2. etapy
Paříž–Nice
vítěz 2. etapy
Kolem Belgie
vítěz 5. etapy
6. místo Münsterland Giro
2023
Kolem Belgie
vítěz etap 2 a 5
Danmark Rundt
vítěz etap 2 a 4
Tirreno–Adriatico
vítěz 2. etapy
Vuelta a San Juan
vítěz 2. etapy
Tour de Hongrie
vítěz 2. etapy
3. místo Elfstedenronde
3. místo Kampioenschap van Vlaanderen
5. místo Classic Brugge–De Panne
6. místo Gooikse Pijl
9. místo Kuurne–Brusel–Kuurne
2024
Kolem Turecka
vítěz 1. etapy
2. místo Nokere Koerse

### Výsledky na Grand Tours
| Grand Tour      | 2019 | 2020 | 2021 | 2022 | 2023 | 2024 |
| --------------- | ---- | ---- | ---- | ---- | ---- | ---- |
| Giro d'Italia   | —    | —    | —    | —    | —    | DNF  |
| Tour de France  | —    | —    | —    | 129  | DNF  | DNF  |
| Vuelta a España | 145  | —    | 141  | —    | —    | —    |

| —   | Neúčastnil se |
| DNF | Nedokončil    |
| JS  | Jede se       |